# SG-beraad
Het SG-beraad, voluit geheten het beraad van het College van Secretarissen-Generaal is het periodieke overleg van de secretarissen-generaal van de diverse Nederlandse ministeries. Het is het hoogste niveau van ambtelijk overleg binnen de rijksoverheid. Het College van Secretarissen-Generaal werd in 1902 ingesteld door de ministerraad. 
Formeel is het beraad belast met het adviseren van het kabinet en zorgt daarbij voor de coördinatie van departementsoverstijgende projecten. In de praktijk worden veel dagelijkse besluiten genomen in het SG-beraad en is de bekrachtiging door het kabinet slechts een formaliteit.
Het secretariaat van het SG-beraad wordt verzorgd door het ministerie van Algemene Zaken.